# 칼레의 시민
칼레의 시민은 백년 전쟁 당시 프랑스의 도시 '칼레'에서 벌여진 사건을 지칭하는 말이다. 이를 소재로 하여 오귀스트 로댕은 '칼레의 시민'이라는 작품을, 독일의 극작가 게오르크 카이저는 1917년에 이 소재를 바탕으로 3막 희곡을 선보이며 독일 표현주의 시대의 스퍼트를 끊기도 했다.

## 역사
1347년, 잉글랜드 도버와 가장 가까운 거리였던 프랑스의 해안도시 칼레는 다른 해안도시들과 마찬가지로 거리상의 이점 덕분에 집중 공격을 받게 된다. 이들은 기근 등의 악조건 속에서도 1년여간 영국군에게 대항하나, 결국 항복을 선언하게 된다. 처음에 잉글랜드의 왕 에드워드 3세는 1년 동안 자신들을 껄끄럽게 한 칼레의 모든 시민들을 죽이려 했다. 그러나 칼레 측의 여러 번의 사절과 측근들의 조언으로 결국 그 말을 취소하게 된다. 대신 에드워드 3세는 칼레의 시민들에게 다른 조건을 내걸게 되었다.
모든 시민들의 안전을 보장하겠다. 그러나 시민들 중 6명을 뽑아와라. 그들을 칼레 시민 전체를 대신하여 처형하겠다.
모든 시민들은 한편으론 기뻤으나 다른 한편으론 6명을 어떻게 골라야 하는지 고민하는 상태에 빠지게 되었다. 딱히 뽑기 힘드니 제비뽑기를 하자는 사람도 있었다. 그때 상위 부유층 중 한 사람인 '외스타슈 드 생 피에르(Eustache de Saint Pierre)'가 죽음을 자처하고 나서게 된다. 그 뒤로 고위관료, 상류층 등등이 직접 나서서 영국의 요구대로 목에 밧줄을 매고 자루옷을 입고 나오게 된다. 오귀스트 로댕의 조각 '칼레의 시민'은 바로 이 순간을 묘사한 것이다. 절망 속에서 꼼짝없이 죽을 운명이었던 이들 6명은 당시 잉글랜드 왕비였던 에노의 필리파(Philippa of Hainault)가 이들을 처형한다면 임신 중인 아이에게 불길한 일이 닥칠 것이라고 설득하여 극적으로 풀려나게 된다. 결국 이들의 용기 있는 행동으로 인해 모든 칼레의 시민들은 목숨을 건지게 되었다.

## 평가
이 일은 '그들이 상류층으로서 누리던 기득권에 대한 도덕성의 의무', 즉 노블레스 오블리주를 이행한 주요한 예로 꼽히고 있다.

## 진위 여부
일부 역사학자들은 이 이야기가 전쟁의 여파를 부각시키기 위한 정치적 또는 사회적 목적에 의해 과장되었을 가능성이 있다고 주장한다. 칼레 항복을 기록한 당대의 문건들은 모두 약 20여 개가 있는데, 여기서는 모두 시민 대표들의 행위가 항복을 나타내는 연극과도 같은 의식이었다고 적고 있다. 에드워드 3세는 당초부터 이들을 처형하려는 의도가 없었으며, 시민 대표들 또한 생명의 위협을 느끼지 않은 상태에서 항복 의례의 일부로 연출한 장면이라는 이야기라는 주장이다. 그 무렵에는 죄인들이 자신의 잘못을 참회하는 의미로 광장에서 공개적으로 행진하는 종교 의례가 있었는데, 칼레 시민 대표들의 행위는 여기서 비롯된 것으로 추정한다.
당대 많은 기록 중 하나에 불과했던 프루아사르의 해석은, 16세기에 이 사건이 다시 프랑스 세간의 화제로 떠오르면서 대중의 감성을 사로잡게 되었다. 특히 19세기로 접어들어 민족주의가 발호하자 역사 교과서들은 칼레의 시민 대표들을 외세에 저항하며 동료 시민들의 목숨을 구하고자 한 애국적인 민족 영웅으로 부각시켰다. 그래서 칼레의 시민은 후대의 필요에 의해 재창조된 신화라는 주장이 있다.